# ボクシング世界スーパーフェザー級王者一覧
ボクシング世界スーパーフェザー級王者一覧は、以下の団体の世界スーパーフェザー級王座を獲得した人物を年代順にまとめた一覧表。なお、NYSACはニューヨーク州アスレチックコミッションの略称。
- 世界ボクシング協会（WBA）、1921年に全米ボクシング協会（NBA）として創設。
- 世界ボクシング評議会（WBC）、1963年にWBAと欧州、英連邦、中南米、東洋の地域団体との討議機関として創設。1968年にはWBAと完全に分裂。

| 名前                        | 国籍           | 在位期間                       | 認定団体 |
| --------------------------- | -------------- | ------------------------------ | -------- |
| ジョニー・ダンディー        | アメリカ合衆国 | 1921年11月18日 - 1923年5月30日 | 世界     |
| ジャック・バーンスタイン    | イタリア王国   | 1923年5月30日 - 1923年12月17日 | 世界     |
| ジョニー・ダンディー(2期目) | アメリカ合衆国 | 1923年12月17日 - 1924年6月20日 | 世界     |
| スチーブ・キッド・サリバン  | アメリカ合衆国 | 1924年6月20日 - 1925年4月1日   | 世界     |
| マイク・バレリノ            | アメリカ合衆国 | 1925年4月1日 - 1925年12月2日   | 世界     |
| トッド・モーガン            | アメリカ合衆国 | 1925年12月2日 - 1929年12月19日 | 世界     |
| ベニー・バス                | アメリカ合衆国 | 1929年12月19日 - 1931年7月15日 | 世界     |
| キッド・チョコレート        | キューバ       | 1931年7月15日 - 1933年12月25日 | 世界     |
| フランキー・クリック        | アメリカ合衆国 | 1933年12月25日 - 1934年(返上)  | 世界     |
| サンディ・サドラー          | アメリカ合衆国 | 1949年12月6日 - 1950年(返上)   | 世界     |
| ハロルド・ゴメス            | アメリカ合衆国 | 1959年7月20日 - 1960年3月16日  | 世界     |
| フラッシュ・エロルデ        | フィリピン     | 1960年3月16日 - 1962年6月23日  | 世界     |